# Sujirat Pookkham
Sujirat Pookkham (en thaï : สุจิรัตน์ ปุกคำ), née le 15 mars 1986 à Chiang Rai, est une joueuse de parabadminton thaïlandaise concourant en WH1 pour les athlètes en fauteuil roulant ayant un mauvais équilibre du tronc. Elle détient trois titres mondiaux (un en individuel et deux par équipes) et deux médailles paralympiques (argent en individuel et bronze par équipes).

## Carrière
Lors des Jeux paralympiques d'été de 2020, elle remporte la médaille d'argent en individuel WH1, battue en final par la Japonaise Sarina Satomi deux sets à 1.

## Résultats individuels

### Jeux paralympiques

#### En individuel
| Année | Lieu                               | Compétiteur   | Score               | Résultat |
| ----- | ---------------------------------- | ------------- | ------------------- | -------- |
| 2021  | Gymnase olympique de Yoyogi, Tokyo | Sarina Satomi | 14-21, 21-19, 21-13 | Argent   |

#### Par équipes
| Année | Lieu                               | Partenaire       | Compétiteur                        | Score        | Résultat |
| ----- | ---------------------------------- | ---------------- | ---------------------------------- | ------------ | -------- |
| 2021  | Gymnase olympique de Yoyogi, Tokyo | Amnouy Wetwithan | Cynthia Mathez / Karin Suter-Erath | 21-17, 21-12 | Bronze   |

### Championnats du monde

#### En individuel
| Année | Lieu                           | Compétiteur   | Score             | Résultat |
| ----- | ------------------------------ | ------------- | ----------------- | -------- |
| 2019  | Halle Saint-Jacques, Bâle      | Sarina Satomi | 16-21, 15-21      | Argent   |
| 2017  | Dongchun Gymnasium (en), Ulsan | Li Hongyan    | 9-21, 11-21       | Bronze   |
| 2013  | Helmut-Körnig-Halle, Dortmund  | Son Ok-cha    | 17-21, 18-21      | Bronze   |
| 2009  | Fencing Hall, Séoul            | Lee Mi-ok     | 12-21, 21-8, 21-9 | Or       |

#### Par équipes
| Année | Lieu                           | Partenaire        | Compétiteur                 | Score               | Résultat |
| ----- | ------------------------------ | ----------------- | --------------------------- | ------------------- | -------- |
| 2019  | Halle Saint-Jacques, Bâle      | Amnouy Wetwithan  | Liu Yutong / Yin Menglu     | 11-21-15-21         | Argent   |
| 2017  | Dongchun Gymnasium (en), Ulsan | Amnouy Wetwithan  | Li Hongyan / Yang Fan       | 11-21, 13,-21       | Argent   |
| 2015  | Stoke Mandeville Stadium (en)  | Amnouy Wetwithan  | Kang Jung-kum / Kim Yun-sim | 21-8, 21-14         | Or       |
| 2013  | Helmut-König-Halle, Dortmund   | Karin Suter-Erath | Lee Sun-ae / Son Ok-cha     | 11-21, 21-19, 19-21 | Argent   |
| 2009  | Fencing Hall, Séoul            | Amnouy Wetwithan  | Lee Sun-ae / Son Ok-cha     | 18-21, 10-21        | Argent   |